# Ставецька сільська рада
Ставецька сільська рада (до 1928 року — Ставківська сільська рада, у 1928—2016 роках — Ленінська сільська рада) — колишня адміністративно-територіальна одиниця та орган місцевого самоврядування у Малинському і Радомишльському районах Малинської і Волинської округ, Київської й Житомирської областей Української РСР та України з адміністративним центром у с. Ставки.

## Населені пункти
Сільській раді були підпорядковані населені пункти:
- с. Ставки
- с. Мар'янівка
- с. Рудня-Городецька

## Населення
Відповідно до результатів перепису населення СРСР, кількість населення ради, станом на 12 січня 1989 року, становила 1 708 осіб.
Станом на 5 грудня 2001 року, відповідно до перепису населення України, кількість мешканців сільської ради становила 1 345 осіб.

## Склад ради
Рада складалася з 16 депутатів та голови.

## Керівний склад сільської ради
| ПІБ                         | Основні відомості                                                                | Дата обрання | Дата звільнення |
| --------------------------- | -------------------------------------------------------------------------------- | ------------ | --------------- |
| Овсієнко Ніна Федорівна     | Сільський голова, 1946 року народження, освіта, член Української Народної Партії | 26.03.2006   | 31.10.2010      |
| Волинець Віктор Миколайович | Сільський голова, 1971 року народження, освіта вища, безпартійний                | 31.10.2010   |                 |

Примітка: таблиця складена за даними джерела

## Історія
Створена 1923 року як Ставківська, у складі сіл Мар'янівка, Ставки та хутора Ставочок Кичкирівської волості Радомисльського повіту Київської губернії. З 2 лютого 1928 року в підпорядкуванні значився х. Жадок. 6 лютого 1928 року перейменована на Ленінську через перейменування центру ради на с. Леніна (Леніне).
Станом на 1 вересня 1946 року сільська рада входила до складу Радомишльського району Житомирської області, на обліку в раді перебували села Леніна, Мар'янівка та хутори Жадок і Ставочок.
11 серпня 1954 року, відповідно до указу Президії Верховної ради Української РСР «Про укрупнення сільських рад по Житомирській області», до складу ради включено села Мініне, Став-Слобода, Рудня-Городецька та х. Соболів ліквідованих Мінінської та Став-Слобідської сільських рад Радомишльського району. 29 червня 1960 року, відповідно до рішення Житомирського облвиконкому № 683 «Про об'єднання деяких населених пунктів в районах області», с. Мініне приєднане до с. Леніне через фактичне злиття населених пунктів. 29 вересня 1960 року, відповідно до рішення Житомирського облвиконкому № 985 «Про вилучення з обігу деяких населених пунктів в районах області», хутори Жадок і Ставочок знято з обліку як такі, що фактично перестали існувати. Станом на 1 березня 1961 року х. Соболів не числився на обліку населених пунктів.
На 1 січня 1972 року сільська рада входила до складу Радомишльського району Житомирської області, на обліку в раді перебували села Леніне, Мар'янівка, Рудня-Городецька і Став-Слобода.
12 серпня 1974 року, відповідно до рішення Житомирського ОВК № 342 «Про зміни в адміністративно-територіальному поділі окремих районів області в зв'язку з укрупненням колгоспів», с. Став-Слобода передане до складу Кочерівської сільської ради Радомишльського району.
19 травня 2016 року, відповідно до рішення Житомирської обласної ради, перейменована на Ставецьку.
Припинила існування 7 грудня 2017 року через об'єднання до складу Радомишльської міської територіальної громади Радомишльського району Житомирської області.
Входила до складу Радомишльського (7.03.1923 р., 4.01.1965 р.) та Малинського (30.12.1962 р.) районів.